# Prichotilus
Prichotilus bidens là một loài bướm đêm thuộc họ Pterophoridae. Nó được tìm thấy ở Ấn Độ (Khasi Hills).
Sải cánh dài 10–11 mm.